# Талиха
Талиха (баш. Талиха) — хутор в Зилаирском районе Республики Башкортостан Российской Федерации. Входит в состав Зилаирского сельсовета.

## География
Расстояние до:
- районного центра (Зилаир): 20 км,
- центра сельсовета (Зилаир): 20 км,
- ближайшей железнодорожной станции (Сибай): 138 км.

## Население
| 2002 | 2009 | 2010 |
| ---- | ---- | ---- |
| 15   | ↘5   | ↗9   |

### Национальный состав
Согласно переписи 2002 года, преобладающая национальность — русские (80 %).